# Moteur à gaz

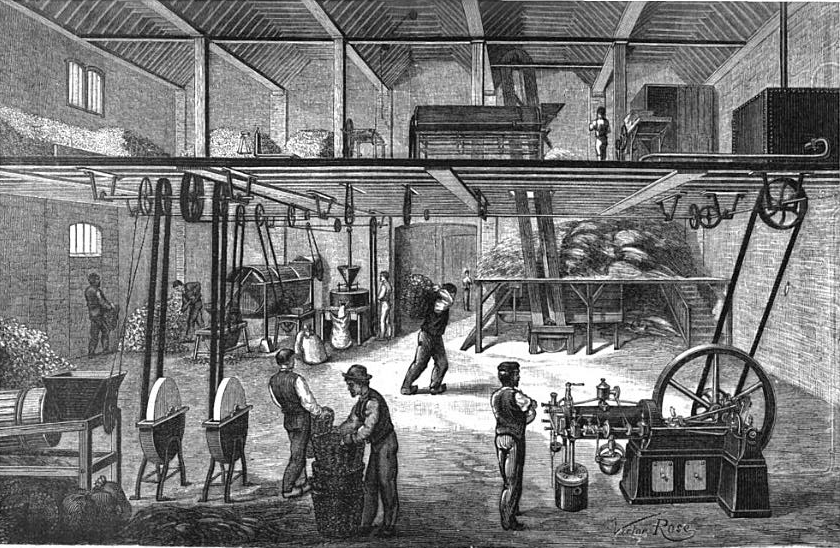
Moteur à gaz horizontal Otto, de 4 chevaux de force, actionnant dans le domaine d'Ambreville (Eure) 1868

Un moteur à gaz est un moteur à explosion utilisant un gaz comme carburant.

## Histoire

### XIXesiècle

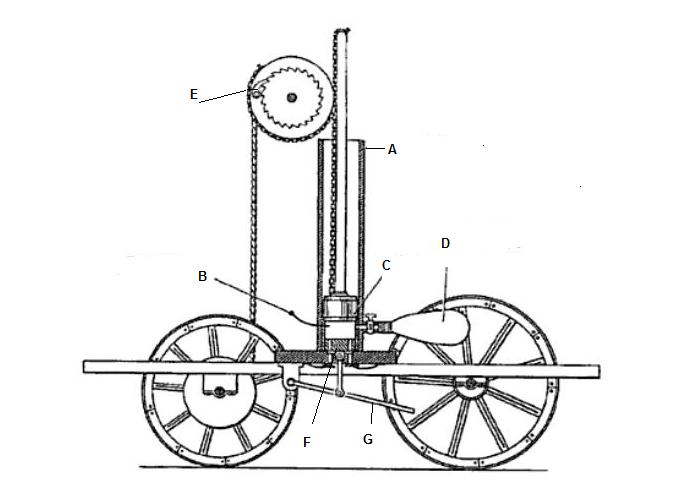
Première utilisation d'un moteur à combustion interne dans une automobile primitive, François Isaac de Rivaz - 1808.

Dans son brevet de 1799, Lebon avait prédit que son « gaz hydrogène » (du gaz de bois, dont on peut supposer qu'il contenait au moins 50 % de dihydrogène) serait « une force applicable à toutes espèces de machine ». Le gaz de houille inventé par William Murdoch à la même époque, est nommé « gaz hydrogène carboné » puis gaz d'éclairage (« gas light », voir aussi gaz de ville, et gaz manufacturé) et contient 50 % de dihydrogène, 32 % de méthane, 8 % de monoxyde de carbone.
À partir de 1804, François Isaac de Rivaz construit les premiers moteurs à gaz utilisant du gaz de houille. Il s'inspire du fonctionnement du Pistolet de Volta pour construire le premier moteur à combustion interne dont il obtient le brevet le 30 janvier 1807.
L'inventeur anglais Samuel Brown (ingénieur) fait lui aussi breveter en 1823 et 1826 un moteur à gaz, dont la combustion interne produit le vide dans le piston.
Le 12 juin 1854, l'inventeur italien, Eugenio Barsanti décrit le principe d'un moteur à combustion interne et, associé à Felice Matteucci, construit un premier prototype opérationnel de moteur à gaz le moteur Barsanti-Matteucci (en) fonctionnant au gaz d'éclairage. Pour la production en série, ils portent leur choix sur la société sidérurgique John Cockerill. Barsanti se rend au siège de l'entreprise à Seraing (Belgique), mais y meurt soudainement de la fièvre typhoïde le 30 mai 1864. Matteucci abandonne le projet[Quand ?]. 
En 1858, Pierre Hugon dépose le brevet français n°210-212 : « par rapport au pouvoir des moteurs par l'explosion de mélanges gaz / air », il est l'inventeur du moteur Hugon, un moteur à combustion interne. Il s'agit d'un moteur fixe utilisé comme outil de production et non de propulsion.
En 1859, Étienne Lenoir dépose le « brevet d'un moteur à gaz et à air dilaté », un moteur à combustion interne à deux temps, dérivé d'une machine à vapeur, qui utilise le gaz de houille. Il est suivi par un moteur à essence.
En 1867, le gaz d'éclairage est encore utilisé par Nikolaus Otto dans un moteur à gaz de quatre mètres de haut qui développe une puissance de 3 chevaux. Pour ce moteur, il reçoit la médaille d'or des moteurs à gaz à l'Exposition universelle de 1867 à Paris. Les grands constructeurs automobiles, Deutz AG, Daimler AG, Mercedes-Benz, et BMW sont redevables aux innovations du moteur à gaz apportées par celui-ci et à la création de la « Gasmotoren-Fabrik Deutz AG » (Deutz AG), fondée par Otto en 1872.

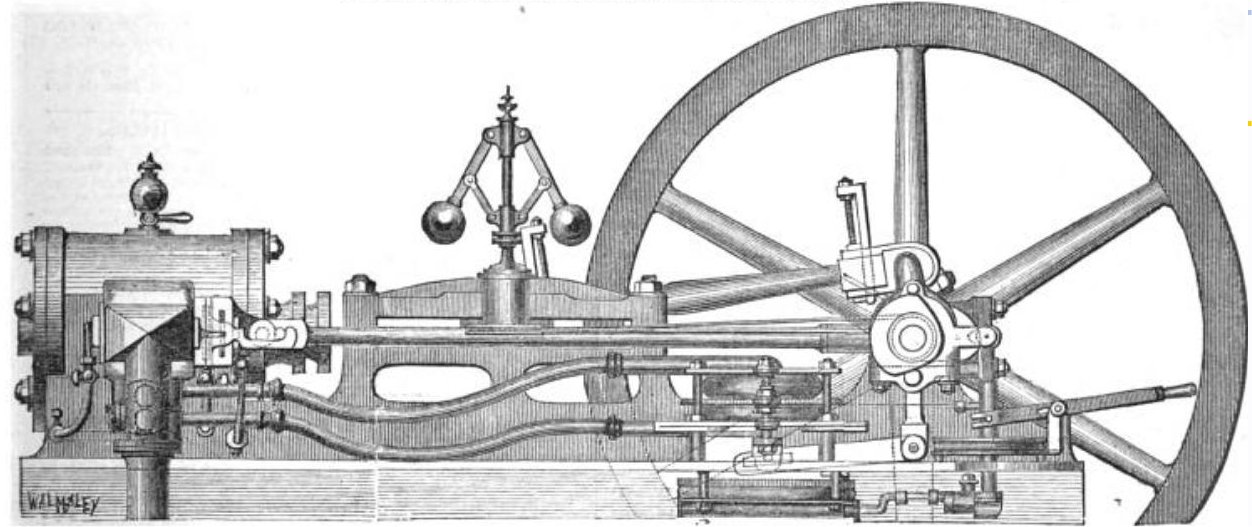
Moteur Hugon de 1871

Le moteur à gaz concurrence la vapeur pour des puissances de plus en plus élevées et il finit par remplacer celle-ci. Il investit les usines où on peut l'alimenter en gaz issu des cokeries (gaz riche) ou en gaz de haut fourneau (gaz pauvre) où il peut actionner les soufflantes et dynamos. Toutefois le gaz de haut fourneau est pauvre, difficile à allumer et chargé de poussières.

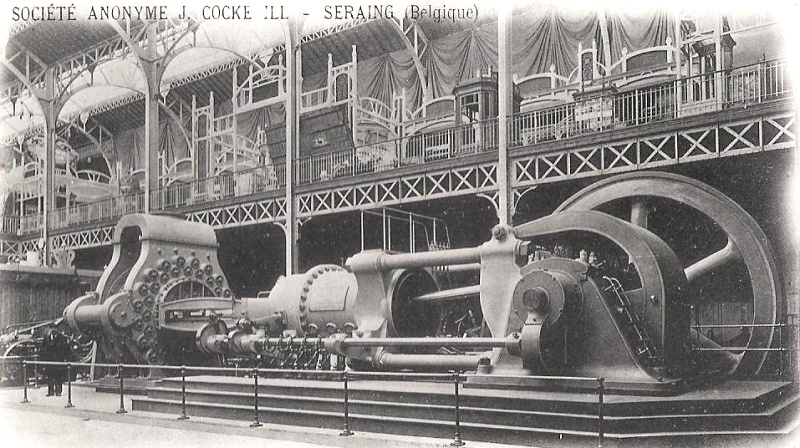
Machine soufflante S.A.John Cockerill de 158 tonnes avec un seul cylindre développant une puissance de 600 chevaux, grand prix à l'Exposition universelle de 1900 à Paris

Le 12 février 1884, le français Édouard Delamare-Deboutteville dépose le premier brevet concernant un véhicule de transport mis au point en 1883 avec l'aide de Léon Malandin: pourvu d'une banquette avant et d'une plate-forme arrière, il est équipé de quatre roues, d'un moteur bicylindre horizontal fonctionnant au gaz de pétrole, d'une transmission aux roues arrière par chaîne, d'un arbre de transmission et d'un différentiel. En 1895, un moteur de 4 ch Delamare-Deboutteville et Malendrin est acheminé à Cockerill, ensuite modifié pour qu'il puisse produire 8 ch.
En 1886, Gottlieb Daimler brevète le premier moteur essence à explosion quatre temps et signe le premier véhicule motorisée à quatre roues. 
En 1895, Cockerill acquiert les droits du moteur à gaz, d'Édouard Delamare-Deboutteville.
À partir de 1897, le gazole concurrence le gaz avec le moteur Diesel, invention de Rudolf Diesel (1858-1913). La vapeur un moment détrônée revient également en force avec les turbines à vapeur.
Le 5 juillet 1889, la société John Cockerill à Seraing, qui préfère perfectionner des modèles existants, acquiert le monopole de fabrication de leur moteur, le « Simplex », dont on a beaucoup discuté à l'époque des applications tant au gaz pauvre de gazogène qu'aux gaz les plus divers, tels que le gaz de bois, gaz de naphte, etc. Des expériences menées à Cockerill sur les gaz de haut fourneau montrent qu'à puissance égale un moteur à gaz consomme 10 fois moins que la chaudière alimentant la machine à vapeur la plus perfectionnée. En 1898, Cockerill produit un moteur 200 ch monocylindre.
En 1899, c'est une machine soufflante de 158 tonnes avec un seul cylindre développant une puissance de 600 chevaux, qui obtient le grand prix à l'Exposition universelle de 1900 à Paris. 
À l'Exposition universelle de 1905, à Liège, une machine de 1 500 ch est exposée. Elle côtoie des machines à vapeur, des turbines à vapeur et des moteurs diesel.
En 1920, l'usine possède trois centrales électriques d'une puissance de 35 MW, distribuant 162 GWh, produit par des groupes électrogènes fonctionnant au gaz, de 5 200 kW chacun. 

### XXesiècle

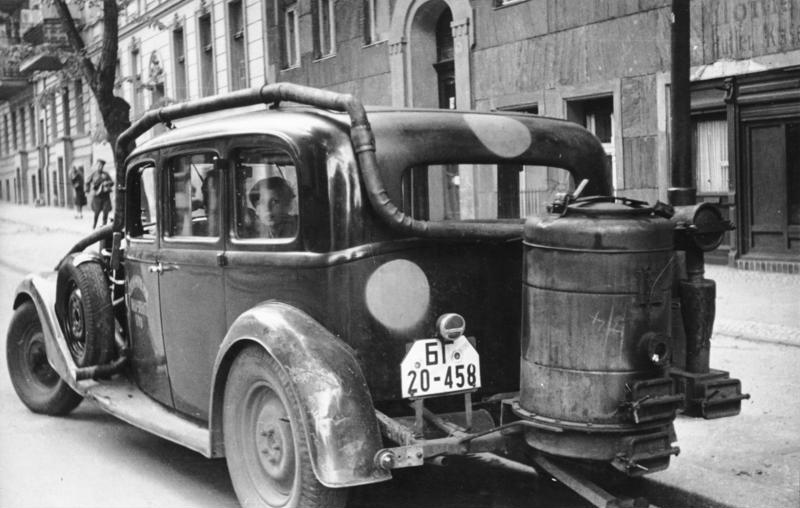
Voiture équipée d'un gazogène.

Vers 1920, Georges Imbert invente le gazogène à bois, très utilisé en Europe jusqu'à ce que le pétrole devienne plus économique. Les gazogènes, descendants directs des thermolampes de Lebon, libèrent le moteur à gaz de la dépendance de l'usine à gaz. Durant la Seconde Guerre mondiale, l'Allemagne ayant fait main basse sur une grande partie de l'essence et sur tout le charbon, des gazogènes furent ajustés aux flancs des camionnettes.
L'idée d'utiliser le gaz dans les moteurs revient en force à partir de 1970 (moteur à hydrogène notamment). Le protocole de Kyoto, signé le 11 décembre 1997, vise à la réduction des émissions de gaz à effet de serre dont fait partie le dioxyde de carbone, donne une nouvelle justification à la recherche de carburants alternatifs, dont l'hydrogène, et pour les constructeurs automobiles, la production de véhicules propres parmi lesquels se trouve le véhicule à hydrogène. 

### XXIesiècle
La BMW Hydrogen 7, présentée pour la première fois au salon de Los Angeles en novembre 2006, serait la première voiture de série fonctionnant à l'hydrogène.

## Moteurs à gaz théoriques
Il y a deux moteurs à gaz théoriques :
- le moteur à explosion (cycle d'Otto ou de Beau de Rochas)
- le cycle de Joule des turboréacteurs, et ce cycle tronqué : le cycle Diesel.

### Cycle d'Otto (ou de Beau de Rochas)
Le gaz est aspiré par les soupapes d'admission à {\displaystyle T_{b}=T_{0}} et {\displaystyle P_{b}=P_{0}} (déjà mélangé avec de la vapeur d'essence fournie par le carburateur ou l'aiguille d'injection) : le volume passe de {\displaystyle V_{1}} à {\displaystyle V_{2}} ({\displaystyle V_{2}-V_{1}} s'appelle la cylindrée ; {\displaystyle {\frac {V_{2}}{V_{1}}}} le taux de compression {\displaystyle a}).
Depuis cet état {\displaystyle B}, les soupapes se ferment et le piston comprime (adiabatiquement) le gaz jusqu'en {\displaystyle V_{1}}, où la pression est {\displaystyle P_{c}} et la température {\displaystyle T_{c}}.
Alors, on déclenche l'étincelle électrique entre les deux bornes de la bougie. À volume {\displaystyle V_{1}} constant (processus isochore), l'explosion a lieu, et toute la chaleur de la réaction chimique {\displaystyle Q_{1}} sert à élever la température du gaz à une valeur très élevée {\displaystyle T_{d}} et la pression devient très élevée {\displaystyle P_{d}} : c'est elle qui repousse violemment le piston : c'est le temps moteur ; celui-ci entraîne la bielle, qui fait tourner la manivelle du vilebrequin. Cette détente (supposée adiabatique) se poursuit jusqu'en {\displaystyle V_{2}}, de pression {\displaystyle P_{e}} et de température {\displaystyle T_{e}}.
Les soupapes d'échappement s'ouvrent, la pression baisse à {\displaystyle P_{0}}, retour à l'état {\displaystyle B} ; le piston chasse les gaz brûlés hors du moteur dans le tuyau d'échappement : fin du cycle.
Il y a 2 allers et 2 retours, soit 4 temps, dont un seul est moteur : nécessité d'un volant d'inertie (et souvent 4 cylindres calés à 180° (2x360'/4) de l'autre, par la forme du vilebrequin).
Le gaz a reçu de l'état C à l'état D : {\displaystyle Q_{1}}, chaleur de combustion du mélange air/essence, qui a fait monter la température de {\displaystyle T_{c}} à {\displaystyle T_{d}} : {\displaystyle Q_{1}=C_{V}.(T_{d}-T_{c})}.
{\displaystyle C_{V}} est la capacité thermique isochore massique.
De l'état {\displaystyle E} à l'état {\displaystyle A} : {\displaystyle Q_{2}=C_{V}.(T_{e}-T_{b})<0} les gaz sont chauds à l'évacuation.
Bien sûr, c'est un cycle : {\displaystyle W+Q1+Q2=0}
Le rendement est donc {\displaystyle r=-{\frac {W}{Q_{1}}}=1+{\frac {Q_{2}}{Q_{1}}}=1-{\frac {(T_{e}-T_{b})}{(T_{d}-T_{c})}}=1-{\frac {T_{b}}{T_{c}}}} (car on montre que {\displaystyle {\frac {T_{e}}{T_{d}}}={\frac {T_{b}}{T_{c}}}}, en appliquant deux fois la loi de Laplace lors des deux phases adiabatiques) ; en appliquant la loi de Laplace entre {\displaystyle B} et {\displaystyle C}, 
{\displaystyle \mathrm {r=1-{\frac {T_{b}}{T_{c}}}=1-{\frac {1}{(a^{\gamma -1})}}} }
Application numérique :
- {\displaystyle P_{b}=1{\text{ bar ; }}T_{b}=300{\text{ K ; }}\gamma ={\frac {7}{5}}} et {\displaystyle a=8}
- {\displaystyle P_{c}=18{,}4{\text{ bars, }}T_{c}=690{\text{ K : }}r=56,5\%}
- {\displaystyle Q_{1}=1800{\text{ kJ/kg}}} avec {\displaystyle C_{V}=0{,}72{\text{ kJ/kg/K}}} donnant une élévation {\displaystyle T_{d}-T_{c}=2500{\text{ K}}}
- {\displaystyle P_{d}=4{,}62*P_{c}=85{\text{ bars et }}T_{d}=3190{\text{ K}}}

La détente donne {\displaystyle Te=3190/2{,}30=1390{\text{ K}}}
- On perd à l'échappement {\displaystyle Q_{2}=-785{\text{ kJ/kg}}}, ce qui est un gâchis énorme et qu'on essaiera de réutiliser.

Critique de l'application numérique :
On ne monte pas à {\displaystyle \scriptstyle {P_{d}=85{\text{ bars}}}} et pas à {\displaystyle \scriptstyle {T_{d}=3190{\text{ K}}}} : il y a une légère avance à l'allumage de l'étincelle. L'explosion n'est pas instantanée donc pas tout à fait isochore ; gamma n'est pas constant à aussi haute température, et SURTOUT il se produit des réactions chimiques entre N2 et O2 conduisant aux fameux polluants NOx, que les pots catalytiques sont chargés de détruire au mieux.
D'autre part, expérimentalement, on n'observe pas de tels rendements, mais plutôt : 40 %. Et compte tenu des organes mécaniques, plutôt 35 % finalement, pour un moteur bien réglé. Pour un moteur industriel de plusieurs MW équipé de turbocompresseurs, les rendements peuvent alors atteindre la barre des 45 % net.  
On ne peut pas augmenter plus le taux de compression a, car {\displaystyle \scriptstyle {P_{c}=18{\text{ bars et }}T_{c}=690{\text{ K}}}} : de l'air chargé de vapeur d'essence explose si on n'y mettait pas un antidétonant (auparavant du tétraéthyle de plomb et maintenant des composés aromatiques dans l'essence sans plomb, pour raison de pollution des emblavures d'autoroutes) ; cela va être le gros avantage du Diesel, pour lequel on ne comprime que de l'air : le taux de compression va pouvoir être plus grand.

### Cycle de Joule
Le cycle de Joule comprend 4 temps : 
- une compression adiabatique réversible de {\displaystyle \scriptstyle P_{1}{\text{ à }}P_{2}}
- une transformation isobare réversible de {\displaystyle \scriptstyle V_{2}{\text{ à }}V_{3}(V_{3}>V_{2})}
- une détente adiabatique réversible de {\displaystyle \scriptstyle P_{2}{\text{ à }}P_{1}}
- une transformation isobare réversible de {\displaystyle \scriptstyle V_{4}{\text{ à }}V_{1}}

On obtient assez facilement que le rendement théorique est 
{\displaystyle \scriptstyle {r=-{\frac {W}{Q}}=1-\left({\frac {V_{1}}{V_{2}}}\right)^{0{,}4}}}
Pour :
- a = 16,
- r = 67 %

### Cycle de Joule tronqué: cycle Diesel
De l'état B à l'état C : identique au cycle d'Otto (compression adiabatique) mais le taux de compression V2/V1 = a est plus grand ~ 16.
A l'état C on a : {\displaystyle P_{c}=48{,}5{\text{ bars, }}T_{c}=909{\text{ K}}}
Mais, on injecte par les injecteurs le fioul à pression constante (processus isobare).
Avec le même Q1 = 1 800 kJ/kg, l'élévation de température (Td-Tc) est 2 500 / 1,4 = 1 785 K, soit Td = 2695 K.
Puis le gaz chaud se détend adiabatiquement jusqu'au volume V2 seulement (état E) : le cycle de Joule est tronqué : De l'état E (à Te = 1 380 K), on ouvre les soupapes d'échappement et on laisse s'échapper Q2 = - 780 kJ/kg.
Le travail est donc W = - 1 020 kJ/kg d'où le rendement r = -W/Q1 = 56,7 %
Critique des résultats : le rendement réel n'est pas aussi élevé, mais la pression en fin de compression restant sous les 48,5 bars, on cerne mieux la technologie, surtout depuis le perfectionnement des injecteurs. Néanmoins globalement le moteur est plus lourd, les reprises moins bonnes ; mais le fioul est moins cher essentiellement du fait de taxes moins élevées que sur les autres carburants mais cet avantage fiscal tend à disparaitre, entre autres en France.
En conséquence, il y a peu de motos diesel et les camions sont plutôt équipés de Diesel. Mais les avancées techniques rivalisent, et le prix de l'essence étant surtout dû aux taxes, il est difficile de comparer les deux techniques.